# أليغ إن تاركا

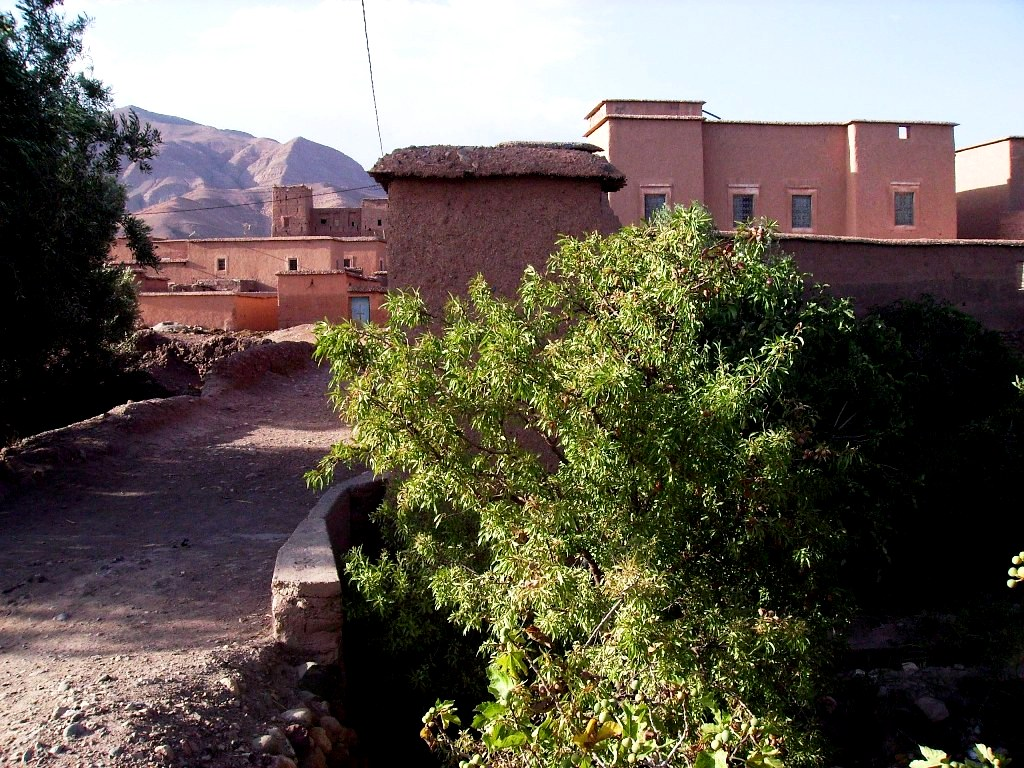
تيكمي نايت بطاح

أليغ إن تاركا أو أليغ نتركى:("أسفل الساقية") هي قرية في بلدة أمازيغية في نواحي إمغران وبالضبط جماعة توندوت قبائل ايت ويتفاو ، في محافظة ورزازات جهة سوس ماسة درعة، المغرب. وهي قرب مدينة سكورة وقبائل ايت زكري وقلعة مكونة في الجنوب الشرقي على بعد 50 كيلومترا إلى الشمال من مدينة ورزازات.
ويسكنها حاليا من مختلف القبائل الأمازيغية (آيت إيشو ، آيت برام، آيت حسين، إمكوسا، أيت أفقير،الشرفاء ، أيت عزيز، آيت تالفقاست، آيت مساي ..)، ولكن هناك أسر غير أمازيغية (مثل الشرفاء الذين هم من أصل عربي وآيت بوكرشاد وهم من اليهود، غادروا أليغ نتركى في اتجاه الشرق الأوسط مند 1964.
الشرفاء أتوا إلى هاته البلدة أو القرية لنشر الإسلام وتوعية السكان الأوائل لهذه القرية بالقيم الإسلامية وإقامة العدل بين الناس والمساعدة على فض النزاعات إن وجدت
في ما يلي صور لبعض جهات وأنشطة أليغ نتركى

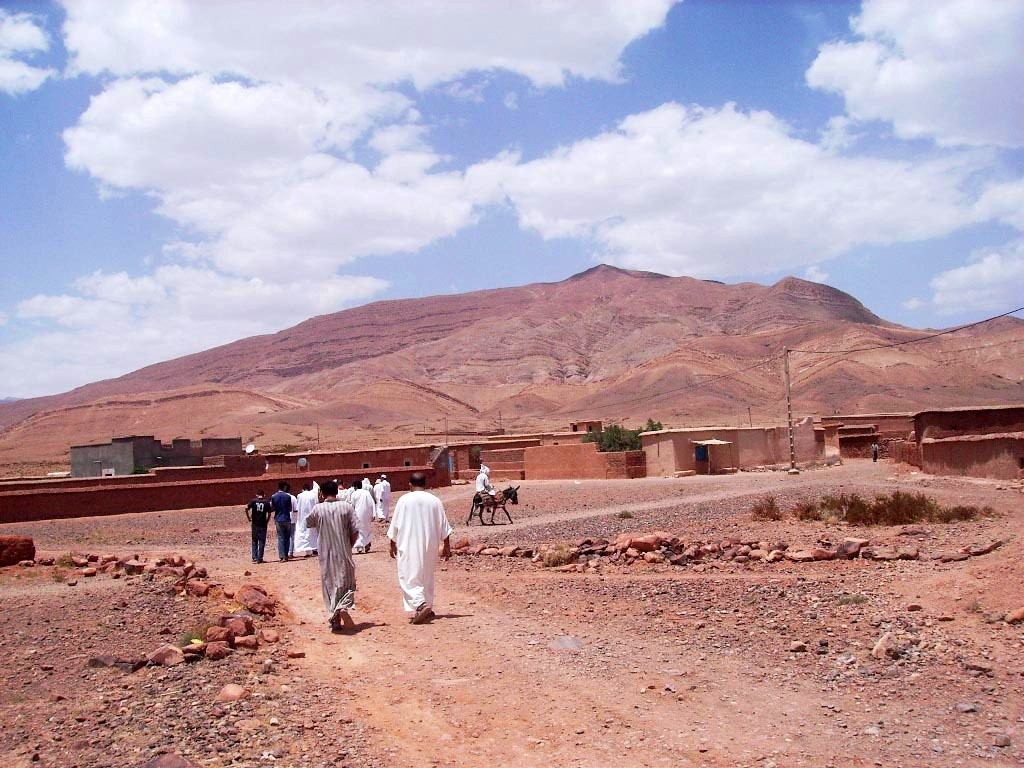
دار أيت القدوح
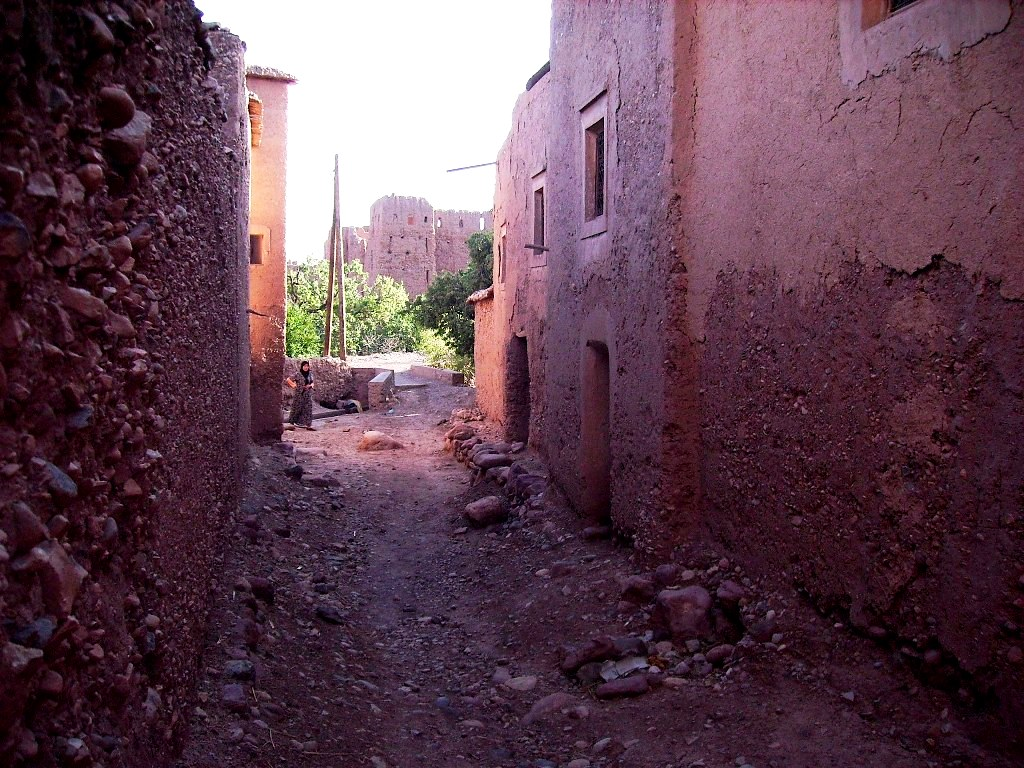
تسوكت نايت برام
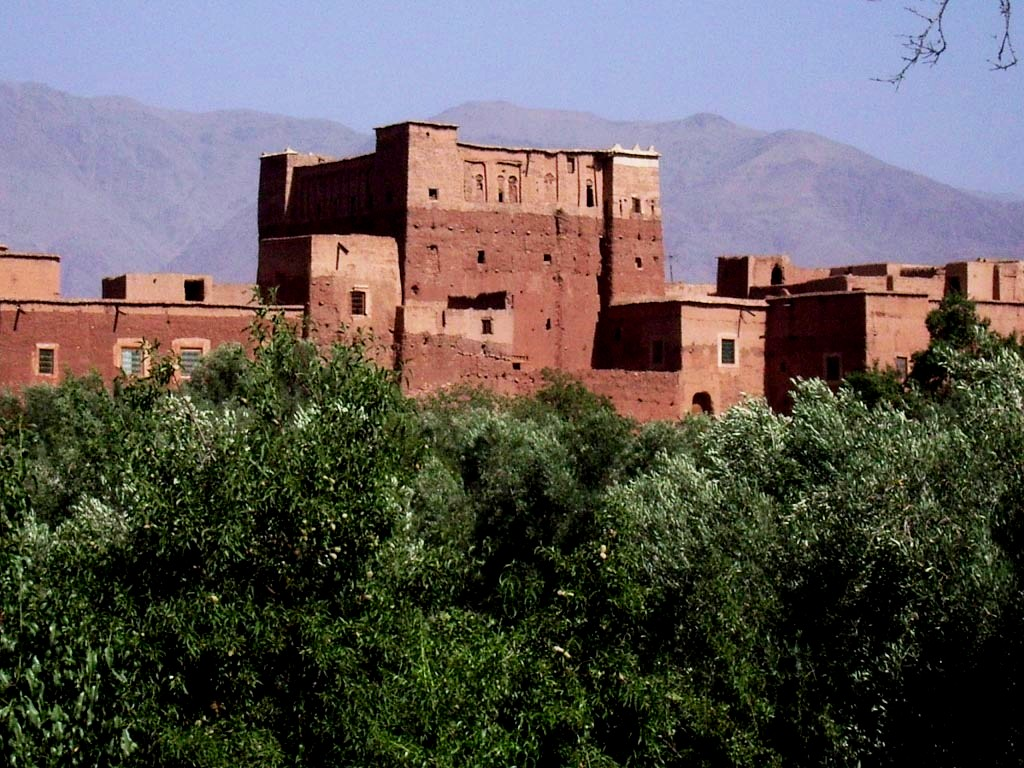
قصبة أيت احساين
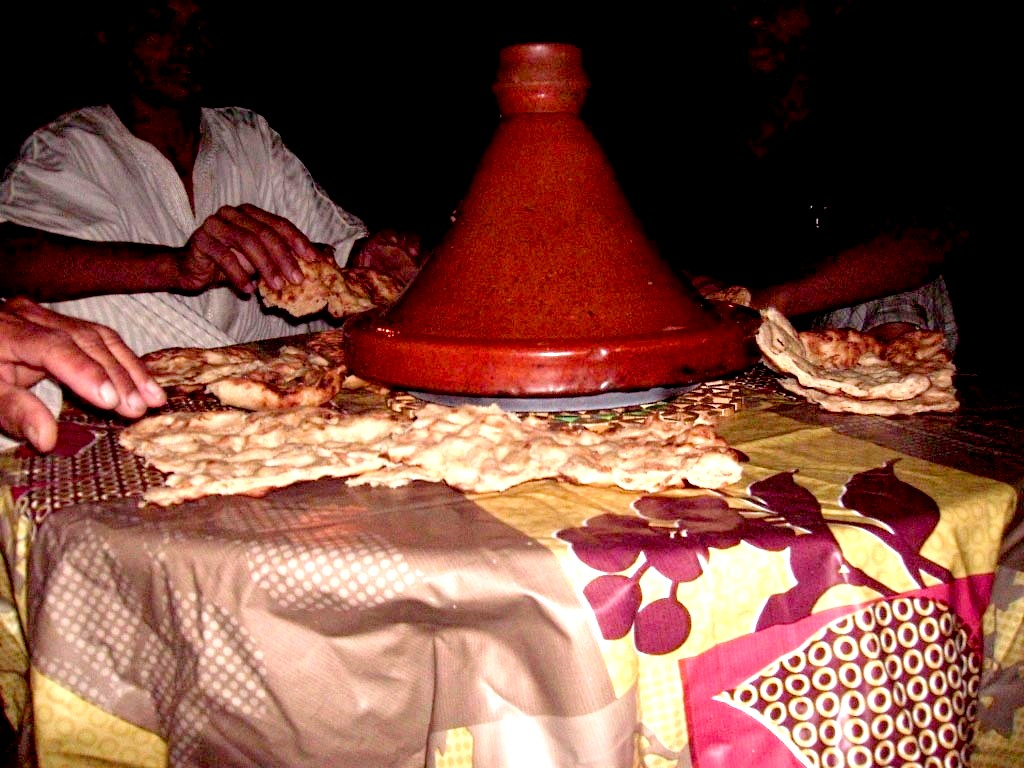
طاجين
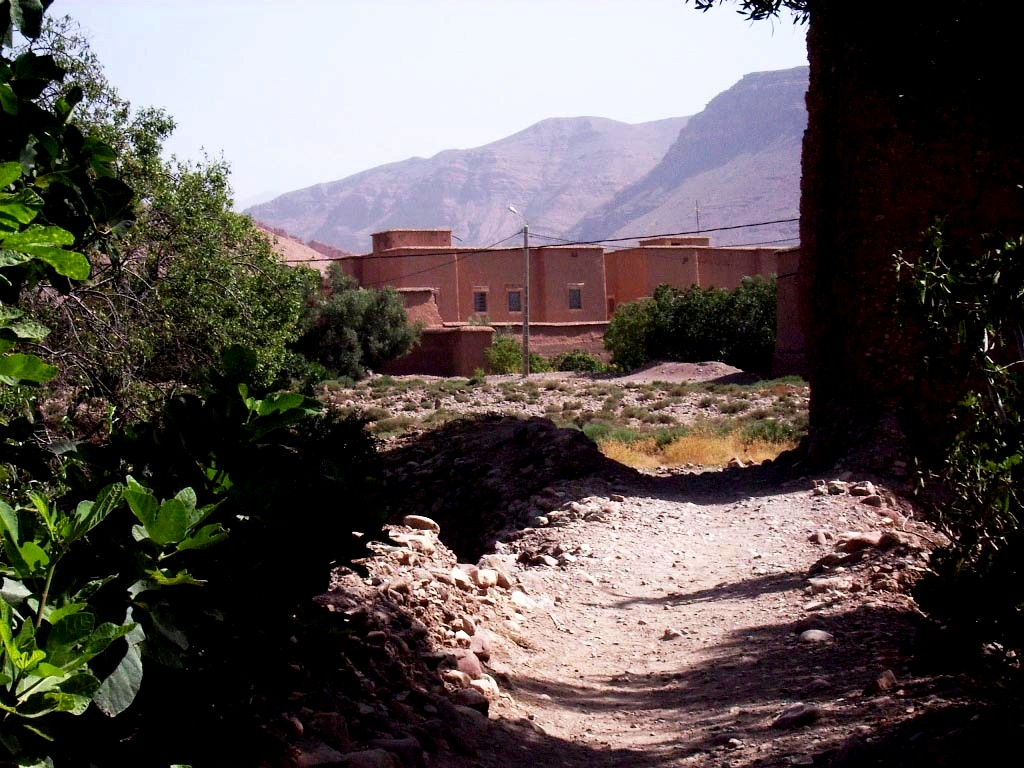
لمدينت تاقديمت
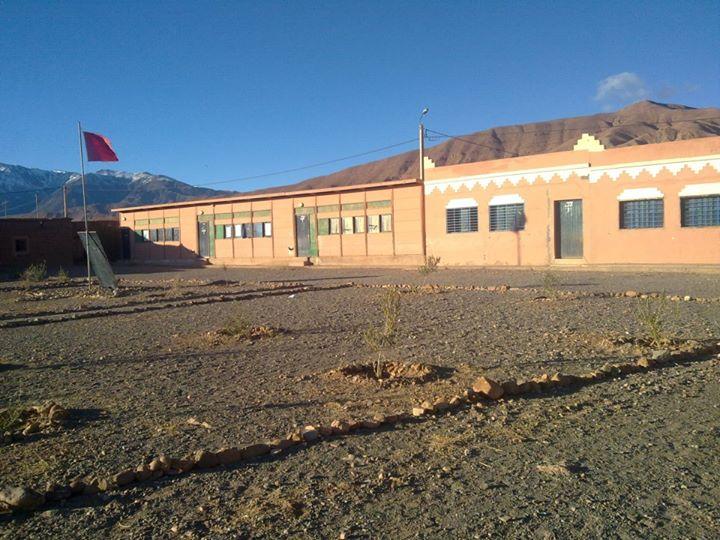
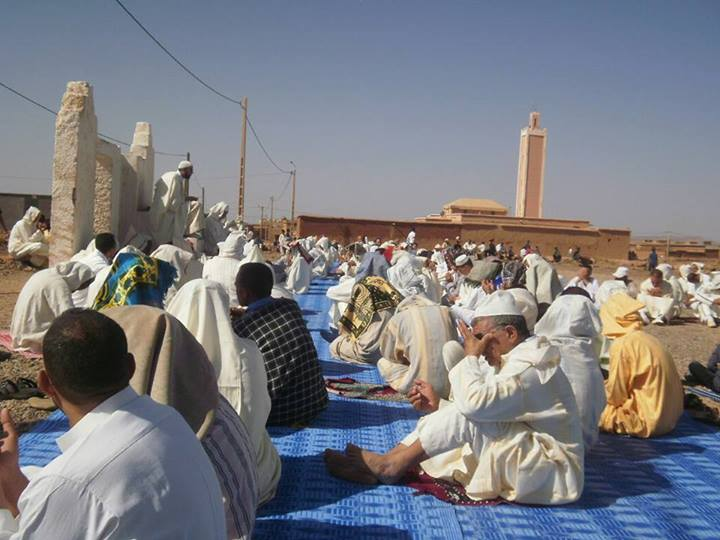
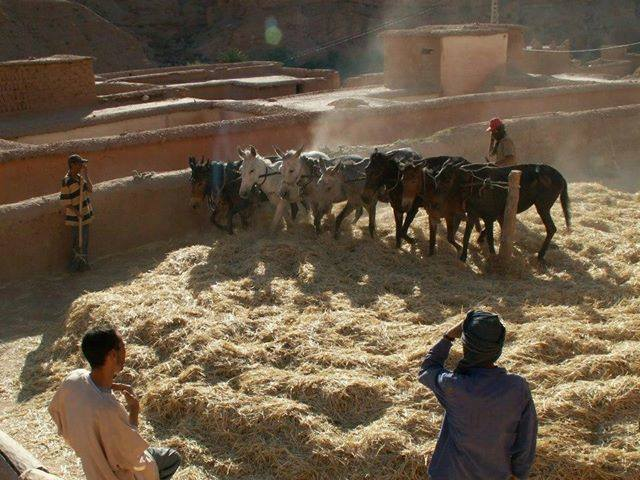
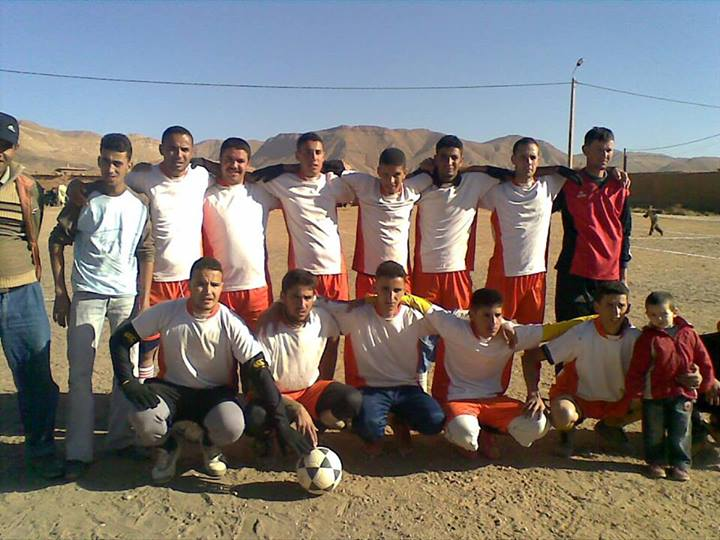

https://www.facebook.com/groups/ta.3da/[وصلة مكسورة]